# Paul Kipfer
Pour les articles homonymes, voir Kipfer.
Paul Fritz Kipfer, né le 11 mars 1905 à Bienne et mort à Ixelles le 15 janvier 1980, est un physicien suisse.

## Biographie
Fils de Paul Kipfer, directeur du Gymnasium de Bienne et de Émilie-Marguerite Messer, femme au foyer, il étudie dès octobre 1924 à l'École polytechnique fédérale de Zurich et en sort licencié en mathématiques et en physiques en juillet 1929. Il rencontre cette même année à Zurich Auguste Piccard et devient son collaborateur pour des essais d'ascensions aériennes. Le 27 mai 1931, les deux hommes atteignent 15 781 mètres,.
De novembre 1931 à février 1932, il demeure à Innsbrück chez Victor Franz Hess et prend part aux recherches sur le rayonnement cosmique. Il réalise alors les plans d'une chambre de Wilson à haute pression qui sera montée à l'Université Libre de Bruxelles.
En 1937, il devient assistant de Frans-H. van den Dungen à la faculté des Sciences appliquées de l'ULB, pour assurer l'enseignement de la mécanique rationnelle et de l'acoustique.
En 1942, il devient conseiller au sein du département « Recherche Radium » de l'Union minière du Haut-Katanga. Il reprend après la guerre ses anciennes fonctions à l'ULB. Suppléant de Ernst Stahel (1944-1946), il réorganise l'Institut des télécommunications et d’acoustique et en devient secrétaire. Professeur extraordinaire (1950), puis professeur ordinaire (1956), il continue sa collaboration scientifique avec l'Union minière du Haut-Katanga.
A l'occasion de l'Année géophysique internationale en 1957, il est engagé par Adrien de Gerlache pour une expédition en Antarctique sur la Belgica. Il y cartographie avec précision la radioactivité de l'air.
Le Centre de physique nucléaire qu'il avait proposé en 1947 est fondé en 1956. Il en est membre jusqu'en 1961, date de la création du service de métrologie nucléaire dont il prend la direction. Il prend sa retraite en 1970.

## Famille
Il est l'époux de Madeleine Bogart.